# ساليوت 6
ساليوت 6 كانت محطة فضائية مدارية سوفيتية، والمحطة الثامنة في برنامج ساليوت. أُطلِقت في 29 سبتمبر 1977 على متن صاروخ بروتون. كانت ساليوت 6 أول محطة فضائية تستقبل أعدادًا كبيرة من المركبات الفضائية المأهولة وغير المأهولة لدعم استيطان البشر في الفضاء ونقل رواد الفضاء والمشاركة الدولية وإعادة إمداد المحطة بالمؤن، وهي أنشطة تطورت فيما بعد في محطة مير ومحطة الفضاء الدولية.
كانت ساليوت 6 أول محطة فضائية من «الجيل الثاني»، ما مثَل تقدمًا كبيرًا في القدرات والنجاح التشغيلي. بالإضافة إلى نظام الدفع الجديد وأداتها العلمية الأساسية – تلسكوب بي إس تي 1 إم متعدد الأطياف، كان للمحطة منفذي إرساء، ما سمح لمركبتين فضائيتين بزيارة المحطة في نفس الوقت. مكنت هذه الميزة البشر من البقاء على متن المحطة لعدة أشهر. دُعمت ستة أطقم مقيمة لفترات طويلة من قبل عشرة أطقم زائرة لفترات قصيرة وصلوا عادةً على متن مركبة سويوز أحدث قبل المغادرة على متن مركبة أقدم، تاركين المركبات الأحدث ليعود رواد الفضاء المقيمون على متنها، وبالتالي سمح هذا بتمديد إقامة الأطقم لفترات أطول من العمر التصميمي للسويوز. تضمنت الأطقم الزائرة لفترات قصيرة رواد فضاء دوليين من دول حلف وارسو ضمن برنامج إنتيركوزكوس التابع للاتحاد السوفيتي. كان رواد الفضاء هؤلاء هم أول رواد فضاء من دول أخرى غير الاتحاد السوفيتي أو الولايات المتحدة. تمت زيارة ساليوت 6 وإعادة إمدادها بالمؤن من قبل اثني عشر مركبة فضاية غير مأهولة من ضمنها بروجريس 1، المثال الأول من السلسلة. بالإضافة إلى ذلك، تمت زيارة ساليوت 6 من قِبل المركبة الفضائية الجديدة سويوز تي.
يتناقض نجاح ساليوت 6 مع إخفاقات البرنامج السابقة والنجاحات المحدودة. ابتلي التاريخ المبكر للبرنامج بكارثة مهمة سويوز 11، التي أسفرت عن مقتل رواد الفضاء، وثلاث محطات فشلت بسرعة بعد إطلاقها. استقبلت المحطات الناجحة السابقة عددًا قليلًا من رواد الفضاء، وكانت فترات الإقامة محدودةً لعدة أسابيع بالعمر التصميمي لمركبة سويوز ووجود منفذ رسو واحد فقط لكل محطة؛ كان عمليات الإرساء غير الناجحة شائعةً أيضًا. على الجانب المقابل، استقبلت ساليوت 6 بشكل روتيني عمليات إرساء ناجحة لمركبات مأهولة وغير مأهولة، على الرغم من فشل التحام أول مركبة زائرة، سويوز 25، ولاحقًا سويوز 33.
بين عامي 1977 و1981، أقامت عشرة أطقم بشرية على متن المحطة خلال ست فترات منفصلة ومتقطعة ومتزامنةً مع وجود طاقم مقيم كان أول من يصل وآخر من يغادر أثناء زيارة طاقم الدعم. بين كل فترة من هذه الفترات، كانت ساليوت 6 غير مأهولة، على الرغم من زيارتها من قِبل مركبتي سويوز تي 1 وكوزموس 1267 غير المأهولتين خلال هذه الفترات غير المأهولة. بعد إطلاق محطة ساليوت 7، أُسقِطت ساليوت 6 من مدارها في 29 يوليو 1982، بعد خمس سنوات تقريبًا من إطلاقها.

## وصف المحطة
مثَل إطلاق ساليوت 6 على متن صاروخ بروتون 8 كاي 82 كاي في 29 سبتمبر 1977 نقطة تحول من محطات التطوير الهندسي إلى العمليات الروتينية، ووحدت المحطة العناصر الأكثر فاعلية لكل المحطات السابقة. اعتمد نظام الملاحة الخاص بها، المكون من حاسوب دلتا شبه الأوتوماتيكي لرسم مدار المحطة ونظام كاسكاد للتحكم في تموضعها، على النظام المستخدم في ساليوت 4، كما هو الحال مع نظام الطاقة الخاص بالمحطة، والذي تكون من ثلاثة ألواح شمسية قابلة للتوجيه بمساحة 51 مترًا مربعًا، أنتج ما يصل إلى 4 كيلووات من الطاقة. بالإضافة إلى ذلك، اشتُقت أنظمة التنظيم الحراري للمحطة، التي شملت نظم عزل وإشعاع حراري متطور، من أنظمة ساليوت 4. بالإضافة إلى ذلك، اعتمدت ساليوت 6 على أنظمةَ بيئية استُخدمت لأول مرة في ساليوت 3، وتحكمت بموضعها باستخدام جيروسكوب تحكم اختُبر لأول مرة على متن ساليوت 3 أيضًا.

## الأطقم المقيمة
استقبلت المحطة 16 طاقمًا، بما في ذلك ستة أطقم لفترات طويلة، استمرت أطولها لـ 185 يومًا.
1. في 10 ديسمبر 1977، وصل أول طاقم مقيم، يوري رومانينكو وجورجي جريتشكو، على متن سويوز 26 وأقاموا على متن ساليوت 6 لمدة 96 يومًا.
2. في 15 يونيو 1978، وصل فلاديمير كوفاليونوك وألكسندر إيفانتشينكوف (سويوز 29) وأقاموا لمدة 140 يومًا.
3. في 25 فبراير 1979، وصل فلاديمير لياخوف وفاليري ريومين (سويوز 32) وأقاموا لمدة 175 يومًا.
4. في 9 أبريل 1980، وصل ليونيد بوبوف وفاليري ريومين (سويوز 35) وأقاموا لأطول فترةً على متن ساليوت 6، 185 يومًا. أثناء وجودهم على متن المركبة، في 19 يوليو 1980، أرسلوا تحياتهم إلى الأولمبيين وتمنوا لهم بدايةً سعيدة في مكالمة مباشرة بين المحطة وملعب لينين المركزي، حيث أقيم حفل افتتاح دورة الألعاب الأولمبية الصيفية لعام 1980. ظهرت صورهم على لوحة نتائج الاستاد وتُرجم خطابهم عبر مكبرات الصوت.
5. عملت مهمة لإصلاح المحطة، شملت ليونيد كيزيم وأوليج ماكاروف وجينادي ستريكالوف (سويوز تي 3)، لمدة 12 يومًا بدءًا من 27 نوفمبر 1980.
6. في 12 مارس 1981، وصل آخر طاقم مقيم، فلاديمير كوفاليونوك وفيكتور سافينيك، وأقاموا لمدة 75 يومًا.